# Racekuip
Een racekuip is een stroomlijnkuip voor motorfietsen die in de eerste plaats dient om minder luchtweerstand op te roepen. Racekuipen zijn daarom ook smal en laag. Men onderscheidt hierin de druppelstroomlijn, de vogelbekstroomlijn en de dolfijnkuip. Variaties op dit laatste type worden tegenwoordig toegepast.

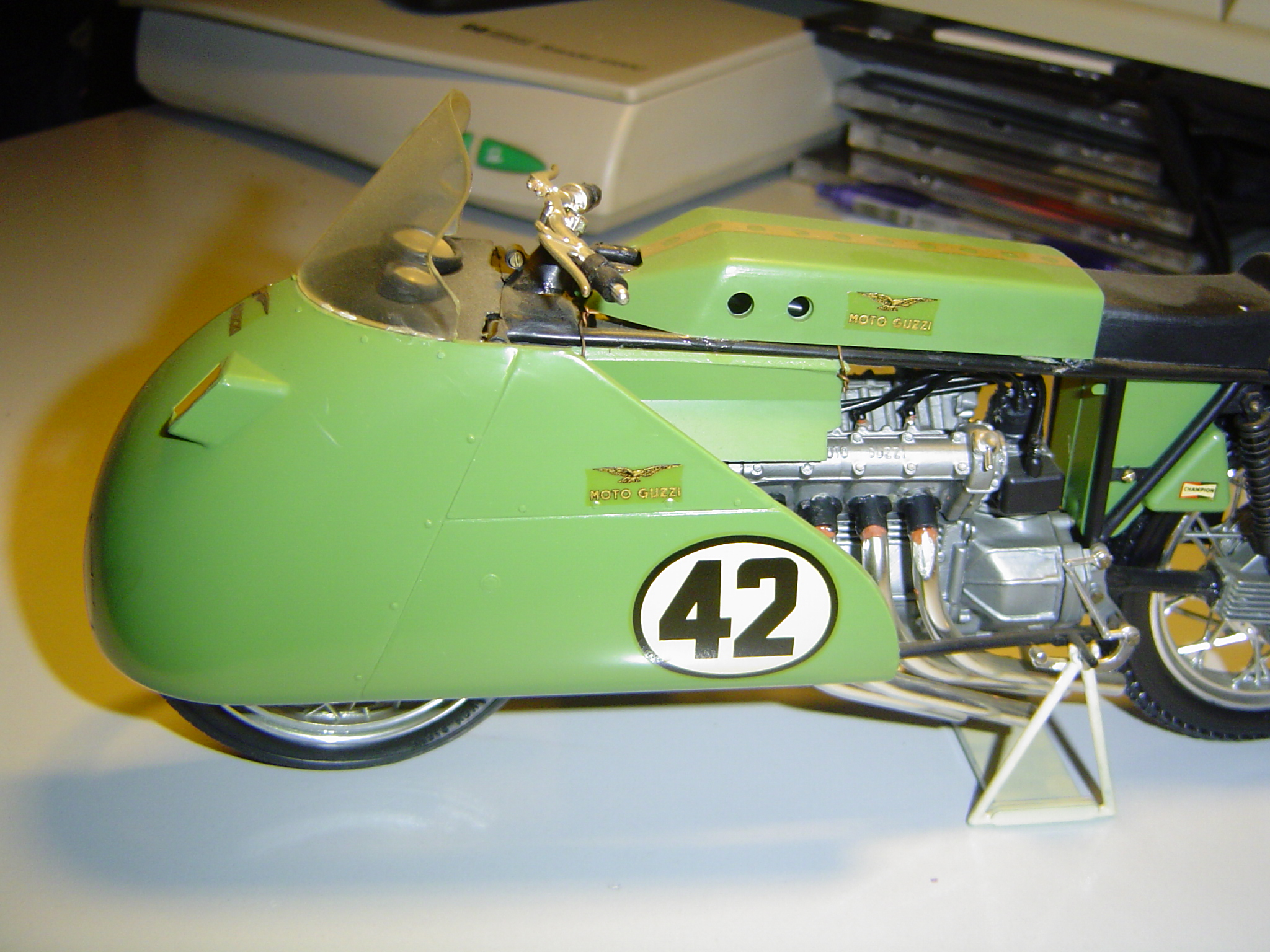
Druppel…
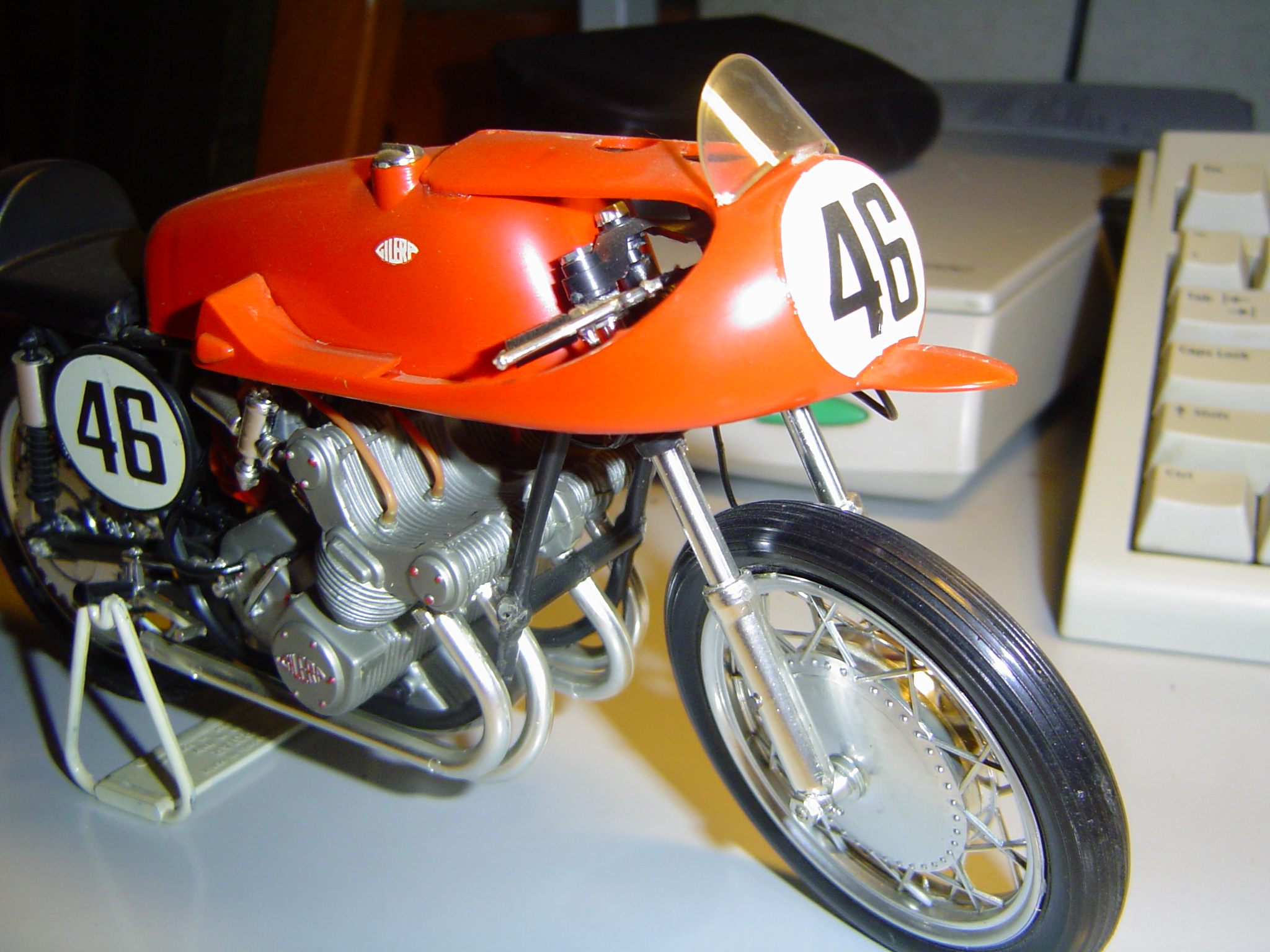
…Vogelbek…
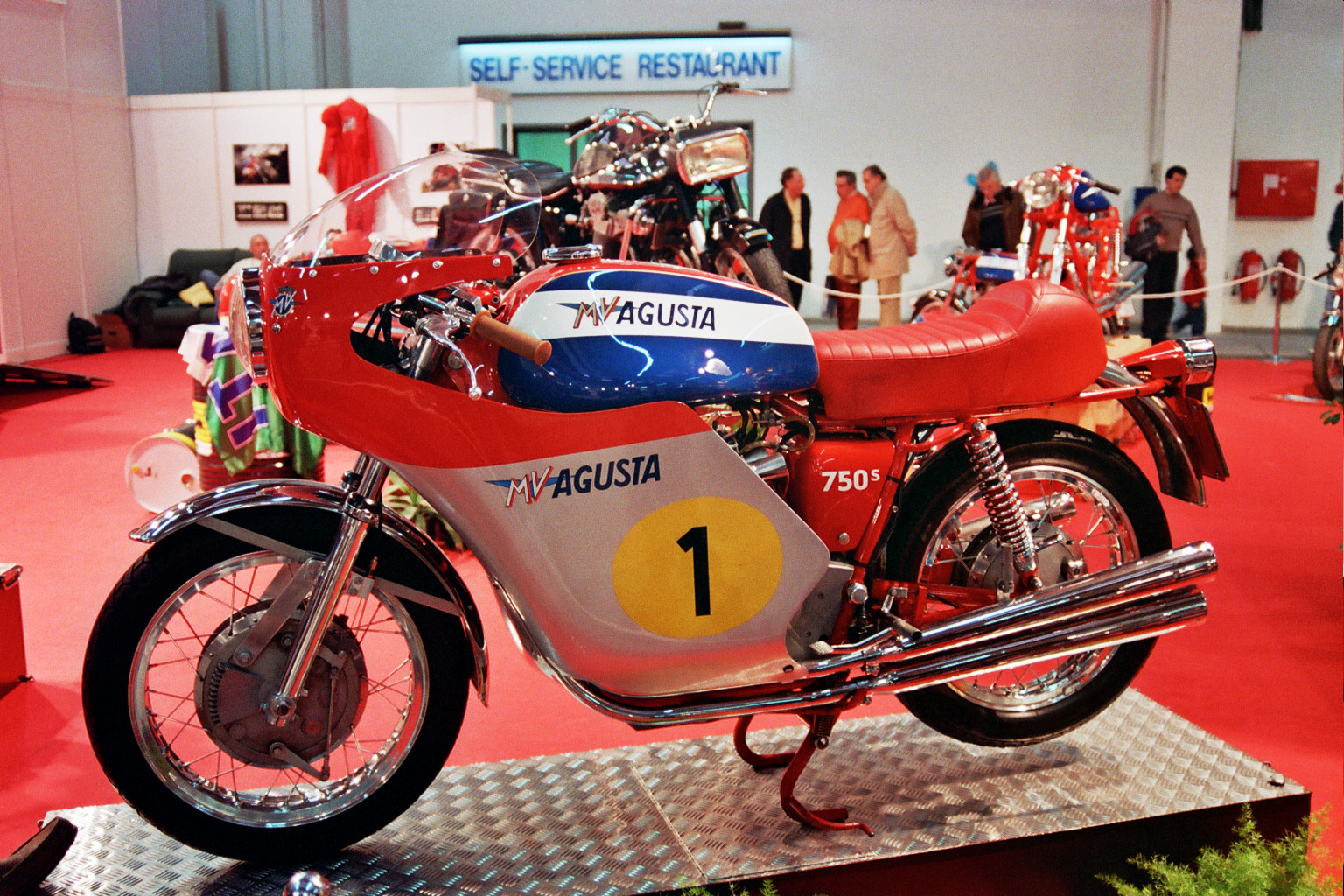
…en Dolfijnkuip

Het principe van een voertuig inbouwen in een gestroomlijnd omhulsel, zoals met de racekuip voor motoren, is eveneens toegepast op bijvoorbeeld ligfietsen. Hiermee zijn wedstrijden gereden zoals de World Human Powered Speed Challenge.

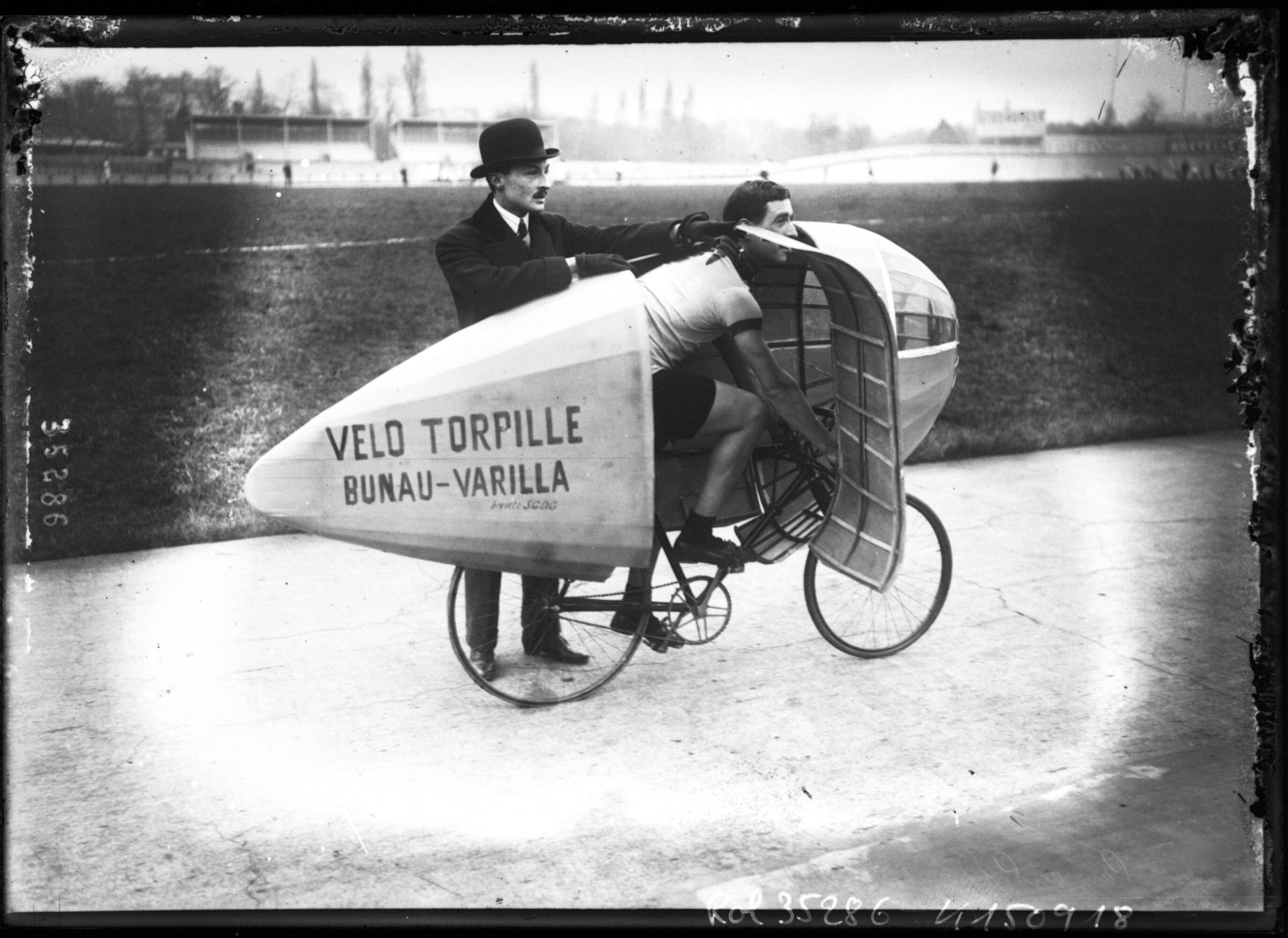
Een voorbeeld van stroomlijning uit 1913